# Kuro Tidur
Kuro Tidur is een bestuurslaag in het regentschap Bengkulu Utara van de provincie Bengkulu, Indonesië. Kuro Tidur telt 2119 inwoners (volkstelling 2010).